# João Rodrigues Coutinho
João Rodrigues Coutinho foi um administrador colonial português que exerceu o cargo de Capitão-General na Capitania-Geral do Reino de Angola, entre 1602 e 1603. 
Foi antecedido no cargo por João Furtado de Mendonça e foi sucedido por Manuel Cerveira Pereira, durante o primeiro mandato deste.